# 沙田運動場
沙田運動場（英語：Sha Tin Sports Ground），前稱源禾路運動場，是香港一個田徑及足球運動場，位於新界沙田源禾路，位於城門河畔，毗連源禾遊樂場、沙田賽馬會公眾壁球場、沙田賽馬會游泳池及源禾路體育館構成沙田市中心的運動帶。沙田運動場於1984年1月落成及啟用，由康樂及文化事務署管理。該運動場是香港甲組足球聯賽球隊沙田體育會的訓練球場及主要比賽場地之一。

## 歷史
沙田運動場於1983年完工，1984年1月正式啟用，初期主要供地區體育活動及公眾使用。2009年，香港足球總會確認沙田體育會繼續以此場地作為香港甲組足球聯賽主場。由於設施老化，康樂及文化事務署於2023年10月3日起關閉運動場進行翻新工程，期間建議市民轉往馬鞍山運動場使用。翻新工程包括重鋪符合國際田徑聯會標準的400米8線全天候跑道、看台翻新、更衣室及洗手間設施升級，並新增跑步主題藝術壁畫及頒獎台。工程原定2024年6月30日完成，最終如期重開。翻新後，運動場可容納2,540名觀眾，較翻新前減少460個座位。

## 設施
- 兩個有蓋看台
- 天然草地足球場
- 400米跑道
- 時鐘
- 一個小食部

## 圖集

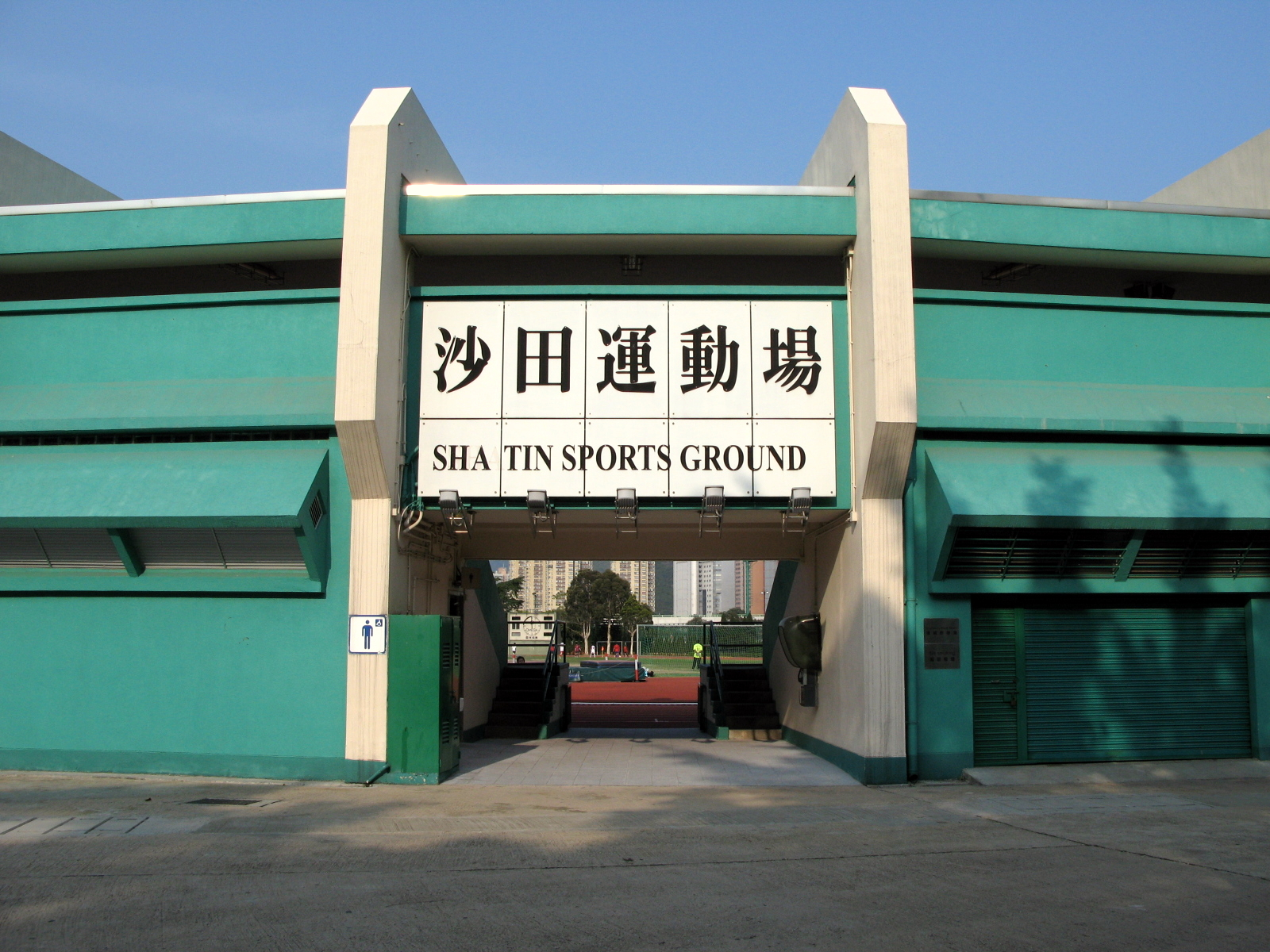
沙田運動場入口
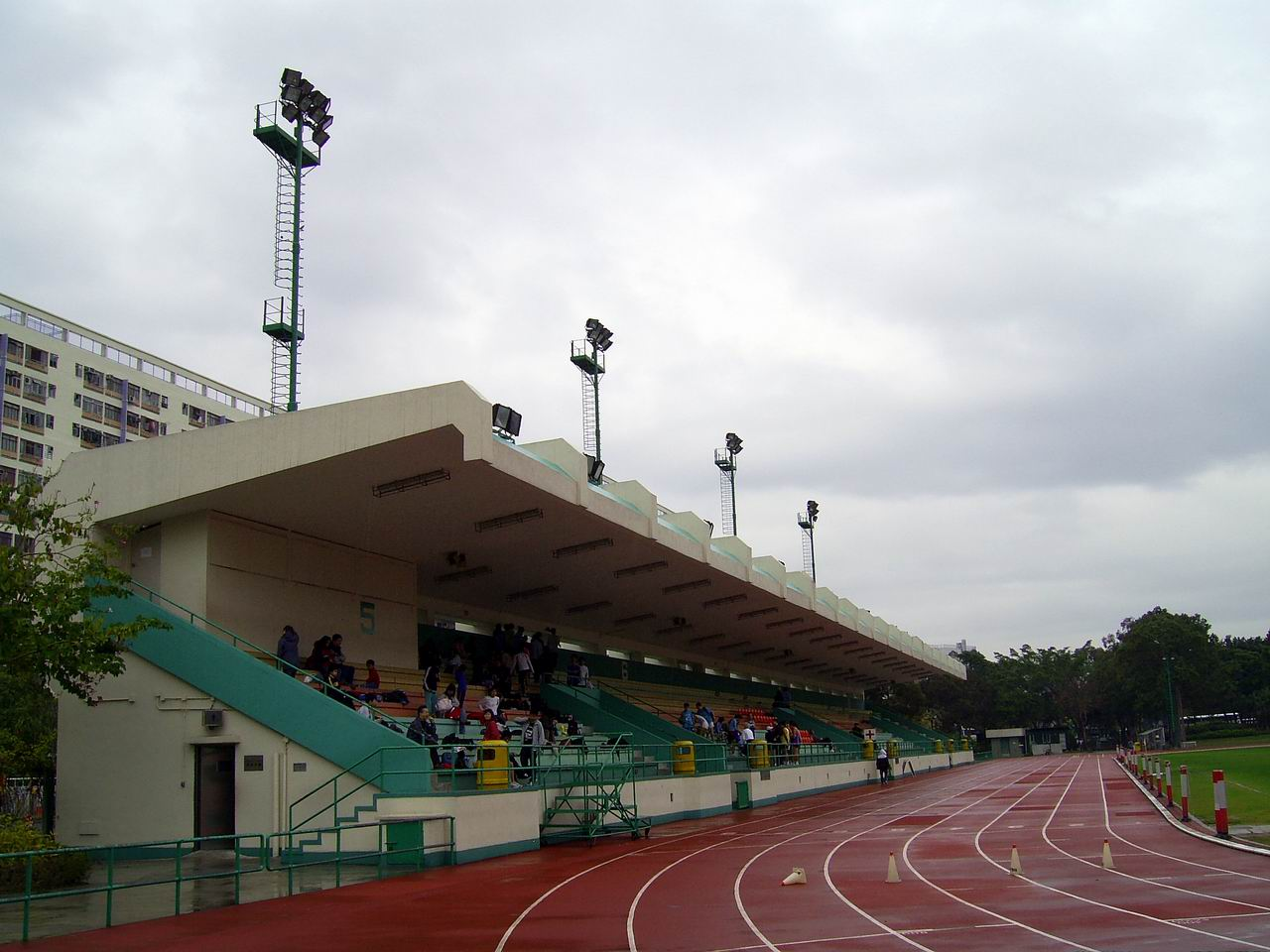
主看台
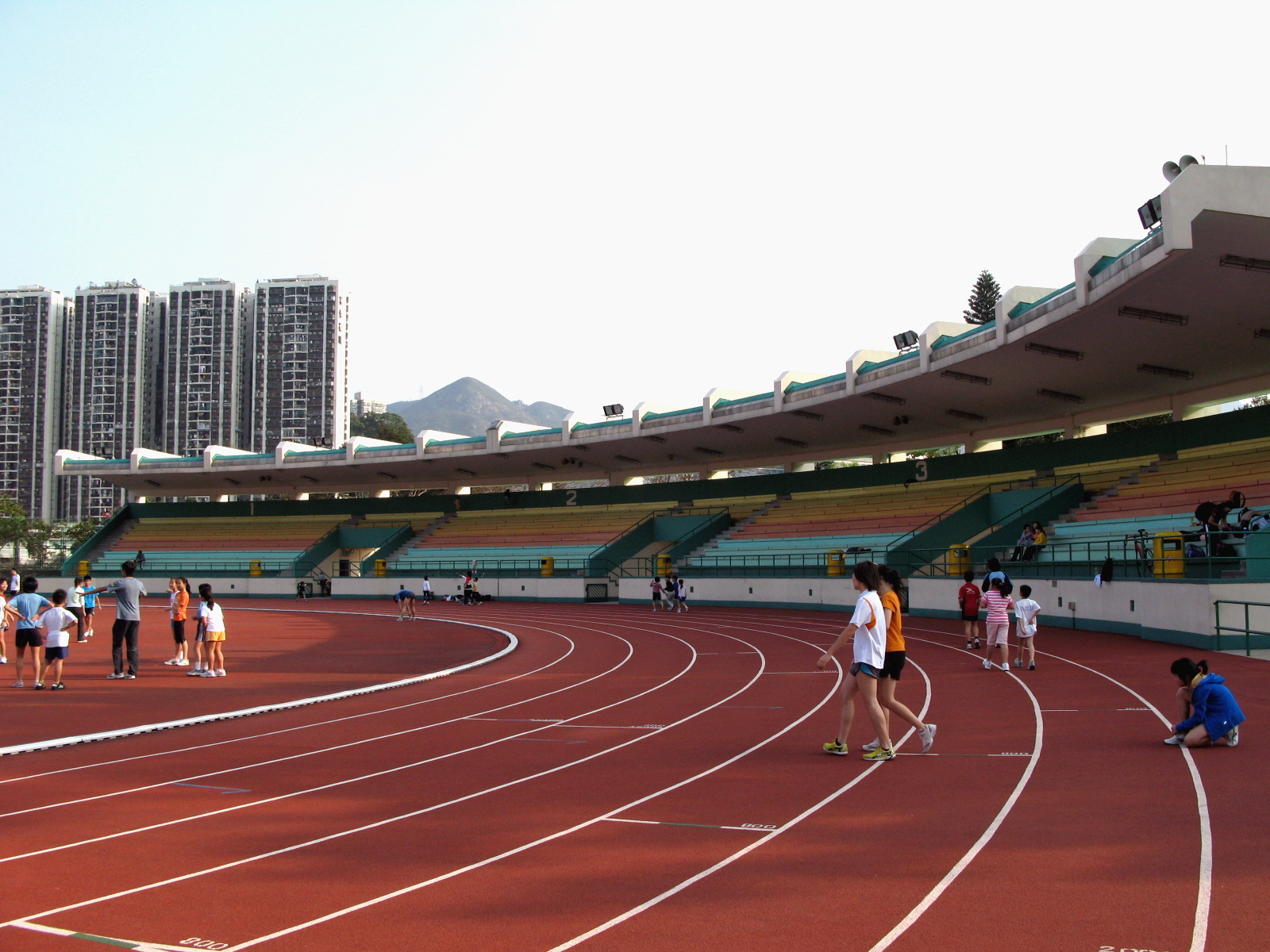
副看台
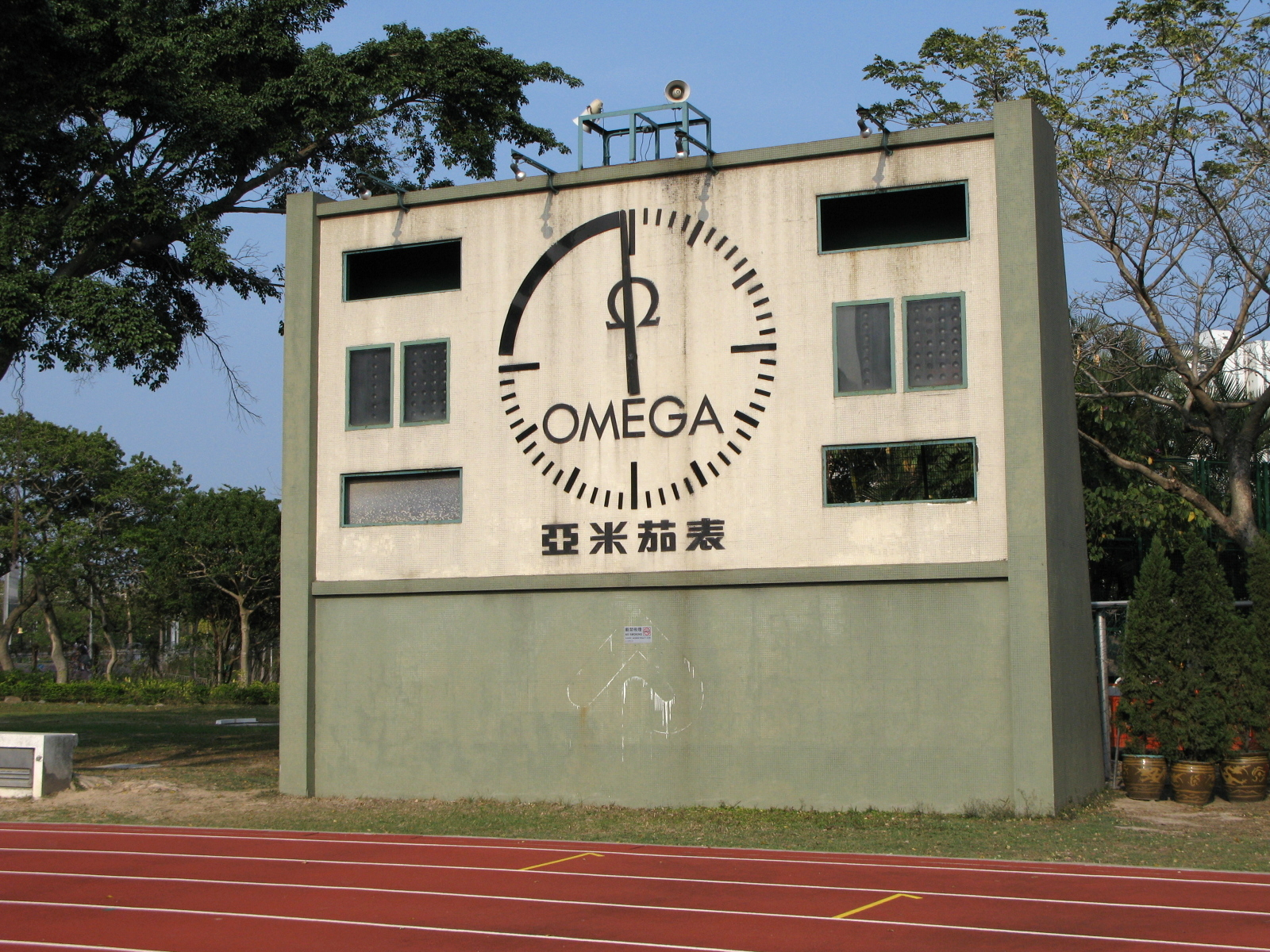
已廢棄的時鐘

## 大型活動

### 本地足球
2009年7月14日香港足球總會就甲組聯賽2009/10年球季參賽球隊編排主場，沙田體育會足球隊繼續以沙田運動場作為主場球場。9月19日沙田首次在主場迎戰愉園，雖然由賴啟卓先拔頭籌，最終以1-3落敗。入場觀眾共有662人，而門票收入港幣15,360元。

### 其他
- 1970年代出版的《沙田星報》創刊號，當日頭條新聞就是以「撥款十萬 沙田建運動場」為標題。
- 1992年前區域市政局慶祝成立5週年晚會[4]
- 1996年前區域市政局慶祝成立10週年晚會[5]
- 1997年7月1日前區域市政局舉辦「萬鴿慶回歸」活動[6]
- 2003年第一屆少年珠江盃棒球賽[7]
- 「聯校田徑訓練課程」技術挑戰日[8]
- 「第二屆環滬港國際自由車賽」[9]、「11屆環南中國海單車大賽(沙田站)」
- 飛達田徑會舉行的沙田復活跑
- 《沙田月滿樂安居》、《滅罪倡廉和諧家庭》